# Refuge Gonella
Pour les articles homonymes, voir Gonella.
Le refuge Gonella, ou refuge Francesco-Gonella (en italien : rifugio Francesco Gonella) ou encore refuge du Dôme (en référence au dôme du Goûter), est un refuge du versant italien du massif du Mont-Blanc, sur la commune de Courmayeur.

## Localisation

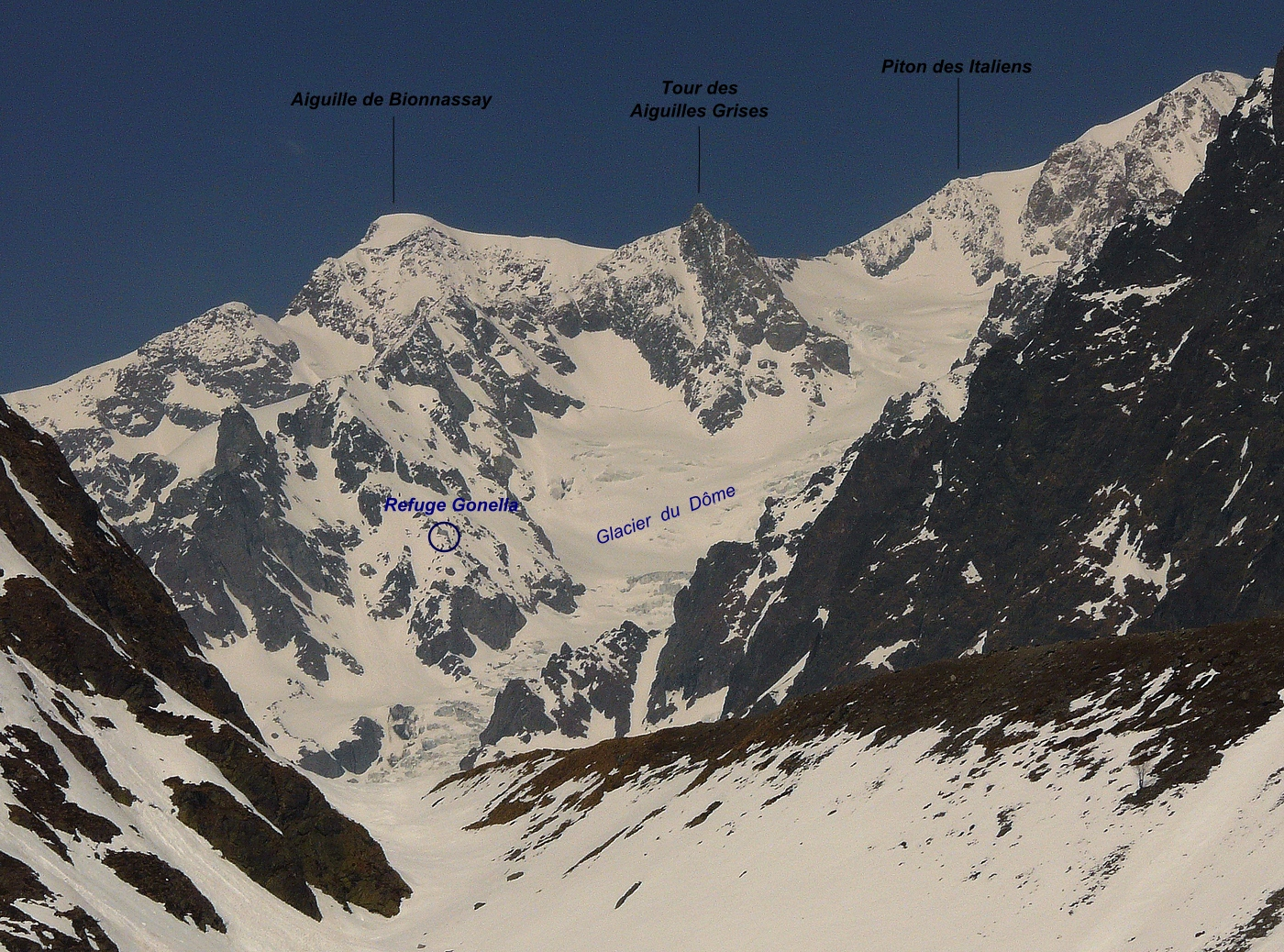
Emplacement du refuge Gonella (mentionné), sous l’aiguille de Bionnassay (4052 m, vers le nord-ouest, sur la frontière franco-italienne) et en bordure du glacier du Dôme (vers l’est et le nord, sous les aiguilles Grises de l’ouest vers le nord, toujours en territoire italien). Plein nord du refuge : le piton des Italiens (4002 m, sur la frontière des deux pays).

Le refuge Gonella est situé à 3 072 mètres d'altitude, à la base des aiguilles Grises, et en bordure occidentale du glacier du Dôme. Il s'atteint en 4 heures 30 depuis l’ancien lac de Combal (près du refuge Elisabetta) à l'extrémité de la route du val Vény, en remontant la quasi-totalité du glacier du Miage, puis une partie du glacier du Dôme.

## Histoire
Une première cabane de bois, appelée « cabane du Dôme », est construite en août 1891. Un premier refuge est construit en 1925, baptisé en l'honneur de Francesco Gonella (1856-1933), président de la section de Turin du Club alpin italien. Ce refuge devient « refuge d'hiver » quand lui est accolé en 1962 une construction plus grande, selon un projet de l’alpiniste et homme politique Lino Andreotti (it). De 2007 à 2011, le refuge de 1962 est détruit et remplacé par une construction moderne.

## Ascensions
C'est le point de départ pour la voie normale italienne du mont Blanc, par la route des aiguilles Grises, qui rejoint l'arête entre l'aiguille de Bionnassay et le dôme du Goûter au piton des Italiens (4 002 m). Cet itinéraire a été emprunté pour la première fois — mais à la descente, après être monté par l'éperon de la Tournette — le 1er août 1890 par Giovanni Bonin, Luigi Graselli et Achille Ratti (le futur pape Pie XI) accompagnés par les guides Joseph Gadin et Alexis Proment.